# Rhônevallei (wijnstreek)

De wijngebieden van de Rhônevallei

De Côtes du Rhône of Rhônevallei is een wijnstreek in het zuidoosten van Frankrijk.

## Geschiedenis
Het Rhônedal is de oudste wijnstreek van Frankrijk. De wijntraditie gaat reeds terug tot 600 voor Christus toen de Grieken hier reeds aan wijnbouw deden. In 1950 telde de regio ongeveer 16.000 hectare maar tegenwoordig is er reeds een 80.000 hectare aangeplant.

## Productiegebied
Het productiegebied strekt zich lang en smal uit langs de oevers van de Rhône en is zo'n 200 km lang. Mede daardoor kunnen de Côtes du Rhône-wijnen sterk van elkaar verschillen voor wat betreft kleur, smaak en productiewijze.
Het gebied wordt in het noorden begrensd door Vienne en in het zuiden door de Middellandse zee. Voorheen werd de grens bij Avignon gelegd, maar sinds enkele jaren worden ook de wijngebieden tussen Avignon en de Middellandse zee tot deze wijnstreek gerekend.
Men onderscheidt een noordelijk en zuidelijk Rhônegebied. Het noordelijke gebied, dat door de Fransen ook wel Rhône Septentrionale wordt genoemd, strekt zich uit van Vienne tot net voorbij Valence. De wijngaarden liggen vrijwel allemaal op de westelijke oever met uitzondering van Hermitage en Crozes-Hermitage. Het Rhônedal is hier smal en de hellingen waarop de wijngaarden liggen zijn steil. Het zuidelijke gebied ligt hier ten zuiden van en strekt zich uit tot aan de Middellandse zee.
De Côtes du Rhône omvat 25 gemeenten in 6 departementen: Loire, Rhône, Ardèche, Drôme, Vaucluse en Gard.

## Wijnproductie
Het zuidelijke Rhônegebied is goed voor 80% van de totale wijnproductie van de gehele Rhônvevallei. Qua productiehoevelheid is de rode wijn dominant (82%), maar de trend is dat de rosé (10%) in opkomst is en dat de hoeveelheid witte wijn (8%) afneemt. Dit geldt overigens niet in de Diois streek (onderdeel van de Drome) waar vrijwel uitsluitend Clairette de Die, witte mousserende wijnen worden gemaakt die sommige champagnes naar de kroon steken. De rosé wijnen worden voornamelijk in het zuidelijke gebied gemaakt en dan m.n. in Lirac en Tavel. In het totale gebied zijn ongeveer 6000 wijnbedrijven actief. 70% van deze bedrijven is aangesloten bij kleine wijncoöperaties. Enkele grote coöperaties domineren echter de markt: minder dan honderd bedrijven produceren twee derde deel van de wijnen uit het gebied.
De totale productie bedraagt zo'n 2.400.000 hl per jaar.

## Druivenrassen
In de Rhône worden in totaal 21 druivenrassen gebruikt. In het noordelijke gebied is voor de rode wijn de Syrah' het dominantst, terwijl dat in het zuidelijke gebied de 'Grenache Noir' is. Voor de witte wijn worden de rassen 'Viognier', 'Roussanne' en 'Marsanne' het meest gebruikt.

## Wijnen van de Rhône

### AOPvan het noordelijke Rhônegebied
Van noord naar zuid:
- Côte-Rôtie (1980)
- Condrieu (1940)
- Château-Grillet (1936)
- Saint-Joseph (1956)
- Crozes-Hermitage (1937)
- Hermitage (1937)
- Cornas (1938)
- Saint-Péray (1936)

### AOPvan het zuidelijke Rhônegebied
Van noord naar zuid:
- Côtes du Vivarais (1999)
- Grignan les Adhémar (2010) heette voorheen Coteaux du Tricastin (1973)
- Côtes du Rhône Villages (1966)
- Côtes du Rhône
- Vinsobres (2006)
- Rasteau (1937)
- Rasteau Vin Doux Naturel (1944)
- Gigondas (1971)
- Vacqueyras (1990)
- Beaumes de Venise (2005)
- Muscat de Beaumes de Venise (1945)
- Châteauneuf-du-Pape (1933)
- Lirac (1945)
- Tavel (1937)
- Ventoux (1973)
- Luberon (1988)
- Clairette de Bellegarde (1949)
- Costières de Nîmes (1986)

### Cru's van de Rhône
De Cru wijnen van de Côtes du Rhône zijn:
- Beaumes-de-Venise
- Cairanne
- Château Grillet
- Châteauneuf-du-Pape
- Condrieu
- Cornas
- Côte-Rôtie
- Crozes-Hermitage
- Gigondas
- Hermitage
- Lirac
- Saint-Joseph
- Saint-Péray
- Tavel
- Vacqueyras
- Rasteau
- Vinsobres
- Laudrun

## Bodem en klimaat
De grote verscheidenheid aan wijn is voornamelijk te danken aan de verschillen in klimaat en bodem in de Côtes du Rhône. Het noordelijke deel, van Vienne tot Valence, heeft voornamelijk een granieten ondergrond en heeft een gematigd landklimaat. Het zuidelijke deel heeft een warmer mediterraan klimaat met heel droge zomers en vaak een hevige  mistralwind. In dit deel, rond Avignon, Orange en Châteauneuf-du-Pape, bestaat de bodem voornamelijk uit klei en zand.